# Quentalia moratina
Quentalia moratina är en fjärilsart som beskrevs av William Schaus 1929. Quentalia moratina ingår i släktet Quentalia och familjen silkesspinnare. Inga underarter finns listade.